# Grigore V. Ignat
Grigore V. Ignat (n. 20 mai 1895, d. 9 iunie 1973) a fost ofițer al armatei române, luptător în Primul Război Mondial. In calitate de comandant al companiei a IX-a din regimentul 10  infanterie Putna, a fost rănit în Bătălia de la Oituz (Pralea) în 31 iulie 1917. A luat parte la campania din Transilvania din 1918, batalionul său fiind primul care a intrat în Turda, Cluj, Huedin și Oradea. In 1919, a luat parte la Campania din Ungaria, fiind rănit la Tetelhem. Pentru faptele sale de vitejie, a fost avansat la gradul de locotenent în 1 octombrie 1919 și decorat cu ordinele “Coroana României” și  “Steaua României”, ambele cu gradul de cavaler cu panglica  “Virtutea Militară”  și  medaliile ”Crucea comemorativă 1916-1918” și ”Interaliata”  (sau “medalia Victoriei”). La data de 1 noiembrie 1919, i se aprobă transferul în cadrul  regimentului 83 infanterie din Corpul VI Armată, cu sediul în Cluj.  In 28 septembrie 1926 este avansat la  gradul de căpitan. Datorită recidivării celor trei răni din război prin împușcare (piciorul stâng, piciorul drept și piept), în 31 mai 1927 este trecut în retragere, fiind declarat invalid de război. In 27 iulie 1945 este avansat la gradul de maior. In 1968, la aniversarea a 50 de ani de la terminarea războiului, a fost decorat cu ”Virtutea ostășească”  Arhivat în 29 decembrie 2018, la Wayback Machine. clasa I-a. Viața postmilitară și-a petrecut-o în Cluj, cu excepția refugiului din anii 1940-1948.   

## Decorații
- Ordinul „Coroana României” cu spade în  gradul de Cavaler cu panglica de “Virtutea Militară” [1];
- Ordinul „Steaua României” cu spade în  gradul de Cavaler cu panglica de “Virtutea Militară” [2];
- „Crucea comemorativă 1916-1918”;
- Medalia  „Interaliata”;
- Medalia  „Virtutea Ostășească”, clasa I-a, decret 494/1968.